# Nova Gradiška
Nova Gradiška er en by i Brod-Posavina distrikt i Kroatien, med 14.229 indbyggere (2011). Den ligger i den historiske region Slavonien, nær grænsen til Bosnien-Hercegovina.
Det første ord i navnet betyder Ny, og der er også en gammel Gradiška i nærheden, landsbyen Stara Gradiška og den bosniske by Gradiška.

## Historie
Nova Gradiška omtales ofte som den yngste by.
Byen Nova Gradiška blev grundlagt i 1748 som en forpost i den Habsburgske militærgrænse og fik først navnet Friedrichsdorf på tysk. Allerede i 1750 blev det omdøbt til Neu-Gradischka som senere blev til Nova Gradiška på kroatisk. Det ungarske navn er Újgradiska.
Før 1881 var Nova Gradiška (kaldet Neu-Gradiska før 1850) en del af det østrigske monarki (Kongeriget Kroatien-Slavonien efter kompromiset i 1867), i den slaviske militærgrænse, Gradiskaner Regiment N°VIII.
Den første bygning, der blev bygget, var kirken Saint Tereza, som er et vigtigt monument for barokarkitektur i Slavonien. Den gamle kerne af byen omfatter kirken Saint Terezija og det gamle retshus og fængsel fra det 18. århundrede.
Mellem 1881 og 1918 var Nova Gradiška en distriktshovedstad i kongerigets Požega distrikt.

## Bebyggelser
Det administrative område Nova Gradiška omfatter følgende bebyggelser:
- Kovačevac, befolkning 669
- Ljupina, befolkning 987
- Nova Gradiška, indbyggertal 11.821
- Prvča, befolkning 752